# 幸運の女神には前髪しかない
幸運の女神には前髪しかない（こううんのめがみにはまえがみしかない、英: Take time by the forelock. 仏: L'occasion est chauve.）は、古代ギリシアからのことわざ。「チャンスは訪れたそのときに掴まなければならない」という意味で用いられる。

## 概要
古代ギリシアのポセイディッポスの詩からの言葉だが、レオナルド・ダ・ヴィンチの残した言葉とも言われる。
『ギリシア詞華集』第16巻275番に収録されたポセイディッポスの詩は、「時」または「好機」の神カイロスの容姿について述べている。この神は出会った人が捕まえやすいように髪が前に垂らされている。だが後頭部には髪が無いため、追いかけて行って捕まえることはできない。これと似た内容が、古代ローマの『カトーの二行詩』や様々なルネサンス文学にも語られている。
「女神」と入っているが、カイロスは女神ではなく男神である。これはローマ神話の幸運の女神フォルトゥーナと混同されたため、あるいはヨーロッパ諸語で「好機」が女性名詞であるためと考えられる。フォルトゥーナには本来後ろ髪があるが、ことわざの影響から、後ろ髪のない女神の図像が描かれることもあった。